# DeeThane
DeeThane, vlastním jménem Damien Dante, (* 12. října 1993 Třebíč) je český streamer působící na platformě Twitch.tv, hudebník a bývalý komentátor elektronického sportu.

## Biografie
Damien Dante se narodil v roce 1993 v Třebíči. Od dětství se věnoval sportům, ze kterých ho nejvíce oslovil basketbal. V šestnácti letech se přestěhoval do Kladna, kde vystudoval střední školu a odmaturoval. Během toho nějakou dobu doučoval angličtinu a žákům lhal, že už je na vysoké, ač byl teprve středoškolák. Později začal dělat překladatele pro největší firmu s řezanými květinami v Čechách a začal se věnovat streamování.
Sportovec a učitel se pustil do role streamera a internetového baviče. Velmi rychle si získal pozornost publika, z Kladna se odstěhoval do Prahy a v lednu 2015 se začal živit čistě streamem. Šťastnou náhodou se dostal i ke komentování e-Sportových akcí ve hře Hearthstone, kde se mu ale hra nezdála dost akční, a proto se vrhl na komentování hry Counter Strike. Později se s Ivanem Lazarovem jako první komentátoři CS:GO v Česku dostali i do televize.
Dne 21. února 2021 DeeThane oznámil, že z osobních důvodů nadále nebude komentátorem CS:GO na české a slovenské scéně.

## Hudba
Hudbě se věnoval již jako čtyřletý. Celá jeho rodina byla hudebně založená, odmalička proto hudbu miloval. Jeho písničky nahrané v roce 2006 se stále dají dohledat na internetu, např. píseň Loutka.
Jeho prvním vydaným albem je ZG, které zveřejnil 18. listopadu 2017. Jako další následovalo EP s názvem Uroboros, vydané 25. března 2018, obsahující tři skladby. Druhým albem je Real One, které je dostupné na všech hudebních platformách (Spotify, Deezer, Apple Music, Hudba Play, YouTube) od 14.10.2019.[zdroj?]
Uspořádal koncert v paláci Akropolis, který úspěšně vyprodal. Poté se konalo turné po několika městech v České republice, například v Praze, Plzni, Brně, nebo Ostravě. Další akcí bylo představení jeho nejnovějšího alba v pražské Kabelovně.
Měl naplánováno i turné pro rok 2020 se svým albem Real One, ta však byla kvůli pandemii covidu-19 zrušena.
Začátkem září 2020 dokončil své třetí album s osmi písničkami. Album nese název RESPAWN a bylo zveřejněno 25. října 2020.
Dne 28. března 2021 vydal novou písničku s názvem Hydra. Později celé album Rap jak má BEAT společně s čtyřmi novými songy.
20. listopadu 2021 vystupoval na koncertu „Show jak má BEAT“ v Praze v Lucerna Music Baru, který se mu podařilo vyprodat.
3. dubna 2022 vyšel nový track s názvem Siréna – Stop válce. Ten měl přímo, ale často i pomocí metafor poukazovat na aktuální situaci a dění na Ukrajině.
Dále začátkem května 2022 uspořádal další turné po městech české republiky s názvem „Tour jak má BEAT“. (Part 1: 7.5. – Plzeň – Anděl Café (vyprodáno); 13.5. – Most – Nový Obzor; 21.5. Kolín – Staré lázně; 27.5. – Liberec – Bunkr; 28.5. – Třebíč – Roxy; 3.6. – České Budějovice – MC Fabrika; 4.6. – Pardubice – Žlutý Pes; 11.6. – Jablunkov – Rock Café)
V rámci první části tour poprvé hned živě předvedl nový song zvaný Cold.
V roce 2024 vydal prozatím poslední, 4. album s názvem Verdikt, na kterém se objevuje 10 tracků a Skit. 

## Charita
Za dobu svého online působení pracoval na mnoha charitativních projektech a vždy se snažil nacházet způsoby, jak pomáhat svým fanouškům. Pomáhal rodině s dítětem postiženým leukémií, vybíral příspěvky na Kliniku dětské onkologie v Motole a také na hračky do dětských domovů, osobně navštívil několik těžce nemocných fanoušků. Sbírky probíhají každoročně v období Vánoc na streamovací platformě Twitch.
V roce 2018 se mu podařilo vybrat 250 000 korun pro Denisku, holčičku trpící od narození dětskou mozkovou obrnou, která potřebovala asistenčního psa.
V roce 2019 dokázal vybrat 416 050 korun pro Natálku, na speciální ortézu, díky které by mohla samostatně chodit.
V roce 2020 se mu s jeho přáteli a kolegy z Kex Crew podařilo vybrat peníze na rehabilitace na klinice Axon v Praze pro sedmiletého Míšu, který prodělal zánět míchy. Z původních 300 000 Kč se společnými silami vybralo 520 000 Kč. Ostatní peníze, které se vybraly nad rámec sbírky, dostal taktéž Míša a jeho rodina na speciální velké auto pro Míšu.
V roce 2021 vybral neskutečných 590 000 korun pro Tomíka, trpícího poruchou mozku zvanou „lisencefalie“, a tím jemu a jeho mamince dal jistotu, že Tomík bude mít zaplacené rehabilitace na celý rok a další.
V roce 2022 vybral 465 000 korun pro Matýska, který trpí transpozicí těžkých cév.